# Reflektionsvinkel

Fig. 1: Reflektionsvinkel,.

Reflektionsvinkeln, även kallad reflexionsvinkel, är vinkeln mellan en utgående stråle och normalen till den yta den utgår från. I Fig. 1 reflekteras en ljusstråle i punkten O, PO den inkommande strålen och OQ den utgående. Vid reflektion mot en spegel är infallsvinkeln, {\displaystyle \theta _{i}}, lika med reflektionsvinkeln, {\displaystyle \theta _{r}}.